# Tramways bruxellois

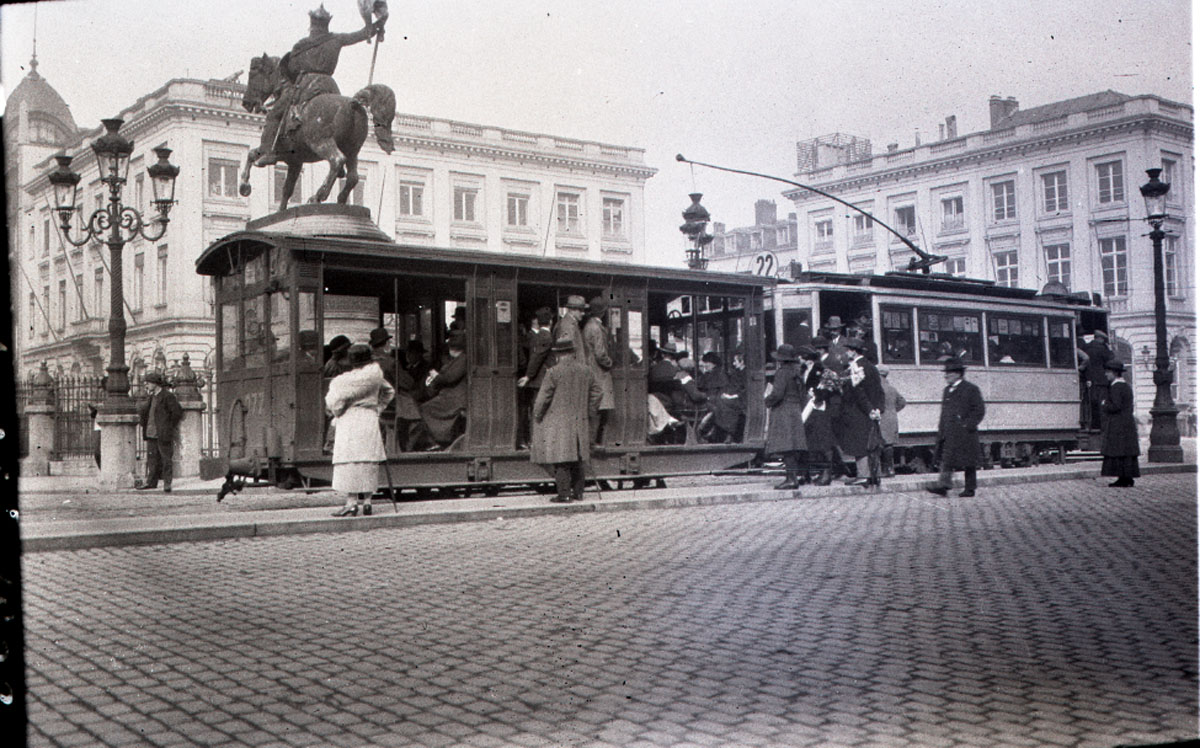
Le tram 22, motrice et remorque ouverte type "baladeuse"

La société anonyme « Les Tramways bruxellois » (TB) est une ancienne compagnie de transport en commun créée en 1875 et est remplacée par la  Société des transports intercommunaux de Bruxelles en 1954.

## Histoire
L'entreprise est créée le 1er janvier 1875 à Bruxelles en Belgique pour construire et exploiter un réseau de tramways à traction animale dans cette ville. 
La création de la société résulte de la fusion de deux sociétés de transport à Bruxelles
- la Société des voies ferrées Belges ou Compagnie Morris[3]
- la Belgian Street Railways and Omnibus Company Limited présidé par Albert Vaucamps.

L'artisan de cette fusion est le banquier Simon Philippart. 
En 1880, le 9 mars, la société TB absorbe une troisième société: la Société Brésilienne des Tramways fondée par Mr Becquet.
En 1899, le 28 avril, la société TB absorbe le Chemin de fer à voie étroite de Bruxelles à Ixelles-Boendael
En 1928, le 1er janvier, la société TB absorbe le réseau de la Société générale des chemins de fer économiques, (ancienne Société générale des tramways) , soit 14 lignes et 40 kilomètres.
La Société TB cesse ses activités le 1er janvier 1954, remplacée par la Société des transports intercommunaux de Bruxelles (STIB). La concession de la société TB avait expiré le 31 décembre 1945 et un régime provisoire était instauré durant cette période. Après cette date, et jusqu'à la régionalisation de tous les réseaux de tramways de Belgique en 1990, la société « Les Tramways bruxellois » n'est plus qu'une structure financière, partageant avec (principalement) l'État et la ville de Bruxelles l'actionnariat de la S.T.I.B.